# Øve os på hinanden
Øve os på hinanden è un singolo del duo musicale danese Fyr & Flamme, pubblicato il 10 febbraio 2021 come terzo estratto dal primo album in studio Fyr og Flamme.
Il brano è stato selezionato per rappresentare la Danimarca all'Eurovision Song Contest 2021.

## Descrizione
La mattina del 10 febbraio 2021 i Fyr & Flamme sono comparsi nella lista dei partecipanti al Dansk Melodi Grand Prix, l'annuale festival musicale utilizzato come selezione del rappresentante eurovisivo danese. Il loro brano, Øve os på hinanden, è stato pubblicato insieme agli altri partecipanti il pomeriggio stesso. All'evento, svolto il successivo 6 marzo, sono risultati fra i tre più votati dal pubblico e dalla giuria nella prima fase di voto; nella superfinale a tre hanno totalizzato il 37% dei voti totali, vincendo la selezione e diventando di diritto i rappresentanti eurovisivi danesi.
Nel maggio successivo, i Fyr & Flamme si sono esibiti nella seconda semifinale eurovisiva, piazzandosi all'11º posto su 17 partecipanti con 89 punti totalizzati e non qualificandosi per la finale. Seppur arrivando terzultimi nel voto della giuria, il televoto li ha classificati settimi, rendendoli gli unici eliminati della serata nella top ten del voto del pubblico.

## Tracce
Testi e musiche di Laurits Emanuel.
1. Øve os på hinanden – 3:07

## Classifiche

### Classifiche settimanali
| Classifica (2020) | Posizione massima |
| ----------------- | ----------------- |
| Danimarca         | 1                 |

### Classifiche di fine anno
| Classifica (2021) | Posizione |
| ----------------- | --------- |
| Danimarca         | 59        |